# 陈嵘
陈嵘（1888年3月2日—1971年1月10日），原名正嵘，字宗一，男，浙江平阳人，中国林学家、林业教育家、树木分类学家，中国近代林业的开拓者之一，中国树木分类学的奠基人之一，培养了大批林业人才。中国同盟会会员，九三学社科技文教委员会委员，任金陵大学森林系教授、森林系主任。

## 生平
1905年至平阳县高等学堂学习。
1906年东渡日本，进东京弘文书院日语速成班学习，加入了中国同盟会。
1909年-1913年在日本北海道帝国大学林科学习。
1913年-1915年任浙江省甲种农业学校（现浙江农业大学）校长。
1915年-1922年任江苏省第一农业学校（现南京农学院、南京林学院）林科主任。1916年发起组织中华农学会，任中华农学会第一届会长兼总干事长。1917年支持凌道扬等发起成立中华森林会。
1923年-1925年在哈佛大学安诺德树木园，研究树木学，1924年获硕士学位，接着到德国萨克逊林学院进行修一年。
1925年起任金陵大学森林系教授，系主任。1927年参加在印尼举行的第四次泛太平洋科学会议。
1939年-1945年，抗日战争时期任金陵补习学校、鼓楼中学、同伦中学、南京金陵中学校长。
1946年9月赴台湾考察林业；1952年倡议成立中国林学会，当选为副理事长。
1952年，高校院系调整时，任南京林学院筹备委员会主任委员。1952年-1971年任中央林业科学研究所所长。1960年任中国林学会第二届副理事长，1962年任第三届副理事长、代理事长。
1959年，当选为中国人民政治协商会议第三届全国委员会委员。
在林彪、“四人帮”横行期间，遭受迫害。1971年1月10日逝世于北京。

## 成就
陈嵘精通日、英、德、法、俄、拉丁等文字，毕生致力于林业教学与科研，为国家培养大批科技人才，其中不少成为著名的林学家、教育家。著作甚丰，主要有《中国树木志略》、《中国树木分类学》、《造林学概要》、《造林学各论》、《造林学特论》、《中国森林史料》、《中国森林植物地理学》和《竹的种类和栽培利用》。